# Jeziorki (powiat mogileński)
Jeziorki – wieś w Polsce położona w województwie kujawsko-pomorskim, w powiecie mogileńskim, w gminie Strzelno.

## Podział administracyjny
W latach 1975–1998 miejscowość należała administracyjnie do województwa bydgoskiego.

## Demografia
Według Narodowego Spisu Powszechnego (III 2011 r.) liczyła 223 mieszkańców. Jest jedenastą co do wielkości miejscowością gminy Strzelno.

## Obiekty zabytkowe
We wsi znajduje się dwór zbudowany w 1881 r. Jeziorki w XIX w. były osadą należącą do Strzelna. W okresie międzywojennym należały do Artura Dehnke i liczyły 207 ha.